# براین موریس
براین موریس (انگلیسی: Bryn Morris؛ زادهٔ ۲۵ آوریل ۱۹۹۶) بازیکن فوتبال اهل بریتانیا است.
از باشگاه‌هایی که در آن بازی کرده‌است می‌توان به باشگاه فوتبال وایکام واندررز، باشگاه فوتبال میدلزبرو، باشگاه فوتبال برتون آلبیون، باشگاه فوتبال والسال، باشگاه فوتبال پورتسموث، باشگاه فوتبال کاونتری سیتی، باشگاه فوتبال شروزبری تاون، و باشگاه فوتبال یورک سیتی اشاره کرد.
وی همچنین در تیم‌های ملی فوتبال زیر ۱۶ سال انگلستان، زیر ۱۷ سال انگلستان، زیر ۱۸ سال انگلستان، زیر ۱۹ سال انگلستان، و زیر ۲۰ سال انگلستان بازی کرده‌است.